# Peter van Dam (auteur)
Peter Louis Charles van Dam (1948) is een Nederlands freelance auteur en architectuurhistoricus.

## Biografie
Peter van Dam is als auteur een autodidact, hij begon in 1965 voor het jongerenblad Hitweek. Hij publiceerde 150 artikelen, onder meer in de tijdschriften Ons Amsterdam, Tableau, Pers en Compres en schreef diverse boeken met mede-auteur Philip van Praag over grafische kunstenaars en onderwerpen uit de jaren twintig en dertig van de twintigste eeuw. In het tijdschrift Boekenpost en het weekblad Graficus verschenen van hem artikelen over onder anderen Ella Riemersma, Willy Sluiter, Wladimir Bielkine, N.P. de Koo en Jacob Nuiver.

## Televisie
Op 7 november 2013 was Peter van Dam samen met Thomas Posthuma te gast in het televisieprogramma Tijd voor MAX waarin hij onder andere een toelichting gaf op zijn publicatie: Opkomst en ondergang van een wereldmerk. Cacao en chocoladefabriek C.J. van Houten & Zn. 1815-1971.

## Publicaties

### Boeken
- 1987: Een eeuw affichekunst. Catalogus van Nederlandse Affichekunst, Amsterdam. ISBN 90-9001887-5
- 1990: Johann Georg van Caspel Affichekunstenaar (1870-1928), Stadsuitgeverij Amsterdam. ISBN 90-6274-048-0
- 1993: Fré Cohen leven en werk van een bewogen kunstenares 1903-1943, met Philip van Praag, Uniepers Abcoude. ISBN 90-6825-123-6
- 1996: P.A.H. Hofman (1886-1965) Haags sierkunstenaar. Uniepers Abcoude. ISBN 90-6825-173-2
- 1996: Amsterdam gaf het voorbeeld; gemeentelijke opdrachten aan grafische kunstenaars 1912-1939, met Philip van Praag, Uniepers Abcoude. ISBN 90-6825-177-5
- 1997: Stefan Schlesinger 1896-1944, atelier voor reclame, met Philip van Praag, Uniepers Abcoude. ISBN 90-6825-194-5
- 1999: A.M. Cassandre en zijn Nederlandse opdrachtgevers 1927-1932, met Philip van Praag, Uniepers Abcoude. ISBN 90-6825-221-6
- 2006: Ir. Louis Christiaan Kalff (1897-1976): Het artistieke geweten van Philips: [Z]OO producties-Eindhoven. ISBN 978-90-74009-44-7
- 2008: N.P. de Koo (1881-1960) Grafisch vormgever en Interieurarchitect. [Z]OO Producties - Eindhoven. ISBN 978-90-74009-53-9
- 2010: De art deco van Ella Riemersma (1903-1993): illustratrice en boekbandontwerpster. [Z]OO Producties - Eindhoven ISBN 978-90-74009-68-3
- 2012: Opkomst en ondergang van een wereldmerk. Cacao en chocoladefabriek C.J. van Houten & Zn. 1815-1971. [Z]OO Producties en Lecturis Publishing, Eindhoven. ISBN 978-90-70108-77-9
- 2013: Dien deftige stijl die imponeert', Architect Herman Wesstra Jr. (1843-1911) en zijn creaties. Deel 1, serie: Haagse bouwmeesters. De Nieuwe Haagsche. ISBN 978-94-91168-56-7
- 2016: W.B. van Liefland (1857-1919), Eigenzinnig Haags architect en stedenbouwkundige. Deel 2, serie: Haagse bouwmeesters. De Nieuwe Haagsche. ISBN 978-94-6010-064-2
- 2018: Architect Louis de Wolf (1871-1923), Bureau voor Architectonisch en Decoratieve Kunst. Deel 3, serie: Haagse bouwmeesters. De Nieuwe Haagsche. ISBN 978-94-6010-084-0
- 2025: Architect Frans Lourijsen (1889-1934), de grote onbekende, Deel 4, serie:  Haagse bouwmeesters, uitgeverij De Onderste Steen, Nijmegen, ISBN 978-90-822156-7-0

## Tijdschriften

### Adformatie
- Rie Cramer verkocht verzekeringen, behang en bonbons met kneuterigheid. in Adformatie nr. 50, 15 december 1994, p. 52.

### Graficus
In Graficus, vaktijdschrift voor de grafische industrie verschenen o.a. de volgende artikelen:
- Louis C.Kalff, Pionier van Philips. Graficus, februari 1994; p. 18-19.
- Letterkunstenaar Stefan Schlesinger en zijn werk voor Metz & Co. Graficus, maart 1994; p. 22-23.
- Reclamewerk van Jan Lavies leeft voort op prentbriefkaart. Graficus, no.15, april 1994; p. 25-26.
- Schlesinger bezorgde van Houten een tijdloos letterlogo. Graficus, mei 1994; p. 26-29.
- Sterke advertentiestaaltjes in Sprokkelingen. Graficus, mei 1994; p. 24-25.
- Hoe Droste met Cassandre in één keer haar imago veranderde. Graficus, juli 1994; p. 24-25.

### Pers en Compres
In Pers en Compres verschenen de volgende artikelen:
- Lik ze, plak ze. De sluitzegel als affiche, Compres (9), 29 april 1998; p. 20-23.
- Gescoord in scheepvaart, gestruikeld over bier en fietsen. (A.M. Cassandre),Pers (14), 2 juli 1998; p. 14-15.
- Miss Blanche moderniseert zich in ‘Stijl’ (Vilmos Huszar), Compres (14), 8 juli 1998; p. 18-21.
- Ik neem alles met enige reserve tot mij aldus Aldus, Compres (19), 30 september 1998; p. 18-21.
- Opruiend, maar oh zo discreet, Pers (21), 22 oktober 1998; p. 12-13.
- Heel Nederland aan de stroom!, Pers (24), 3 december 1998; p. 16-17.
- Van Chérettes tot Benneton´s United Colors, Compres (3), 3 februari 1999; p. 20-23.
- Unieke visitekaartjes van dure jongens, Pers (11), 20 mei 1999; p. 15.
- Een passie voor plaatjes, Compres (12), 9 juni 1999; p. 43-45.
- Een knipoog van de reporter van het dagelijkse leven ( Willy Sluiter), Pers, no.14, 1 juli, 1999, p. 12-13.
- Een mosterdvlek van Moemie Schwarz, Compres, no.16, 18 augustus 1999, p. 16-19.
- Het museum schaamt zich niet meer voor WC reiniger, Pers (3), 29 januari 2000; p. 14-15.
- De Phoenix uit zijn as herrezen ( N.P. De Koo), Compres (3), 2 februari 2000; p. 23-25.
- Mascottes aantreden!, Compres (5), 1 maart 2000; p. 26-27, en p. 29.
- Het lelijke jonge eendje in steendruk, Pers (6), 11 maart 2000; p. 14-15.
- Bakstenen en balken ( Anton Kurvers), Compres (9), 26 april 2000; p. 36-37, en p. 39.
- Verzamel beurzen als schatkamer voor grafisch erfgoed (programmaboekjes), Pers (10), 6 mei 2000; p. 14-15.
- Kruisverstuiving tussen Oosterse Kunst en Westerse Aerodynamica, Compres (13), 21 juni 2000; p. 21-22, en p. 23.
- Liefhebbers oud grafiek smullen van oorkonden, Pers (17), 26 augustus 2000; p. 12-13.
- Heel even aan de roem geroken. Filmaffiches van Dolly Rüdeman, Compres (19), 27 september 2000; p. 22–23, en p. 25.
- Notenbalken met kleurig omslag, Pers (20), 7 oktober 2000; p. 14-15.
- Vloeibladen als reclamemedium, Pers (24), 2 december 2000; p. 12-13.
- Het snoepje van de week, Pers (1-2), januari 2001; p. 12-13.
- Verbond tussen standaardisering en dynamiek. Piet Zwart en drukkerij Trio, Compres (4), 14 februari 2001; p. 22-24.
- Bladen, bodes en bulletins, Pers (6), 10 maart 2001; p. 12-13, Print Buyer (3), maart 2001; p. 31.
- De Wonderlijke wereld van Wendingen, Compres (9), 25 april 2001; p. 20-21, en p. 23-25.
- Meesterschap in het Verre Oosten (ontwerpproces Japanse kleurenprent), Compres (10), 9 mei 2001; p. 18-21
- Betoverd blik, Pers (10), 5 mei 2001; p. 12-13.
- Merkwaardig, Een eeuw Bredase reclame, Pers (13), 16 juni 2001; p. 12-13.
- Verpakt en versiert, Compres (15-16), 8 augustus 2001; p. 22-25.
- Freecards zijn van alle tijden, Pers (20), 6 oktober 2001; p. 12-13.
- Straatversiering of ordinaire plakplek?, Compres (21), 24 oktober 2001; p. 56-57, en p. 59-61.
- De Bewogen Geschiedenis van een Letter. Stefan Schlesinger´s Rondo, Compres (23), 21 november 2001; p. 22–25.
- Het einde van het grauwe giroboekje, Compres (1-2), 9 januari 2002; p. 18-21.
- Niet weggooien, Geschiedenis van de stofomslag, Compres (3), 30 januari 2002; p. 16–19.
- Geef het Beste, De Papiermolen promoot het betere drukwerk, Print Buyer (7), juli 2002; p. 15-17
- Reclame met een hoge aaibaarheidsfactor, De kat in de reclame, Compres (14) 10 juli 2002; p. 18–21.
- Verleiden is de Kunst, Een Eeuw Jan Lavies, Compres (17), 28 augustus 2002; p. 14-17.
- Het artistieke geweten van een grootindustrieel, ir. Louis Kalff, Compres (24), 4 december 2002; p. 22-23 en p. 25-27.
- Strips in woord en beeld, Compres (3), 5 februari 2003; p. 18-21.
- Dat smaakt naar meer, Van Houten’s artistieke reclame, Compres (7), mei 2003; p. 46-49.
- Merkwaardig, de haken ogen aan merken, Compres (16-17), 17 september 2003; p. 26-29.
- Verpakking van het genot. Het sigarettenpakje nader beschouwd, Compres (21), 19 november 2003; p. 20–23.
- Bewerkelijk Ambacht op herhaling. Steendruk van twee generaties Posthuma, Compres (5), 3 maart 2004; p. 22-25.
- Ingeblikte sigaren, Compres (11), 9 juni 2004; p. 28–29, p. 31, en p. 33.
- Parodie in het beeldverhaal ( Joost Swarte), Compres (15), 1 september 2004 p. 30-31.
- Jacques Jongert, Huisstijlenspecialist, Compres (19) 27 oktober 2004; p. 26-27.
- Artistieke propaganda, Compres (4-5), 2 maart 2005; p. 2.

Dossier Siegfried Bing; oriental art, art nouveau in: National Art Library, Victoria & Albert Museum, Londen, San Francisco Public Library, Smithsonian Institute, University of Minnesota, Minneapolis, Free Public Library of Newark, New Jersey, University of  Pittsburgh,1985.
Dossier Eugène Gaillard, Meublier. National Art Library, Victoria & Albert Museum, Londen, San Francisco Public Library,Yale University Library, Smithsonian Institute, University of Minnesota, Free Public Library of Newark, New Jersey, Library,Getty Institute, Universität Heidelberg, Bibliothèque, Musée des Arts Décoratifs, Paris, Musée d’Orsay, Paris, 1986.

### Overige tijdschriften
- Siegfried Bing, Kunsthandelaar-Connoisseur, in: Tableau (3), december 1986, p. 38-40.
- Siegfried Bing 1838-1905. An overview of his activities in the field of Oriental art in: Andon, Summer 1983, p. 10–14 (Andon, Bulletin of the Society for Japanese arts)
- Parijse Woonarchitectuur in Arnhem. Architect J.H. van Sluijters en de Spijkerbuurt ontwikkeling in: Arnhem. De Genoeglijkste (2), juni 1989 p.70-85.
- Wakai Kenzaburo, the Connoisseur in: Andon (18),1989 p. 35-41.
- A Masterpiece, The Twelve Bronze Falcons in: Andon (20),1990, p. 68-71.
- De I.T.A. Een Indische tentoonstelling op het landgoed Zypendaal in : Arnhem. De Genoeglijkste (3) september 1991, p. 100-108.
- Enkele interieurs naar ontwerp van N.P. de Koo voor het provinciehuis te Arnhem in 1924, in: Arnhem. De Genoeglijkste (4) december 1991 p. 140-146.
- The Royal Bazar of Dirk Boer in: Andon (25), 1993, p. 16-19.
- Reclame-kunstenaar Albert Klijn, ontwerper in de schaduw van Fré Cohen. In: Ons Amsterdam 1995, p. 25-27.
- Stefan Schlesinger, typograaf en grafisch ontwerper in: Rebel mijn hart, catalogus 1995, p. 174
- Albert Klijn, maker van twee omslagen ( Kerstnummers Drukkersweekblad 1930 en 1931) in: Grafisch Nederland 2007

### Tentoonstellingen
- Johann Georg van Caspel, Amst. Historisch Museum, 12 juni-30 sept. 1990, Provinciaal Museum van Drenthe, 13 okt.-2 dec. 1990.
- P.A.H. Hofman, Haags Sierkunstenaar, Museum van het Boek, Meermanno-Westreenianum, Den Haag, 12 juli-20 okt. 1996.
- Fré Cohen, leven en werk van een bewogen kunstenares, Amsterdams Historisch Museum, 8 juni-29 aug. 1993.
- A.M. Cassandre en het Nederlands Affiche, Spoorwegmuseum te Utrecht, 18 nov. 1999-3 jan.2000.
- De art deco van Ella Riemersma, Zeeuwse Bibliotheek te Middelburg, februari-maart 2010 en in de Centrale bibliotheek Dordrecht, 21 jan. tot 21 april 2011.

### Vermelding in de navolgende publicaties
- Martin Eidelberg, E. Colonna, 1984
- Gabriel P. Weisberg, Art Nouveau Bing, 1986
- Jiri Mucha, Alphonse Maria Mucha, 1989
- Ian Millman, Georges de Feure, Maitre du Symbolisme et de  l’Art Nouveau, 1992
- Jan van Adrichem et.al.Rebel mijn hart, Kunstenaars 1940-1945, 1995
- Leon van Velzen, Over lood, ossegal en drukkersverdriet, 1998
- Max Put, Plunder and Pleasure, Japanese Art in the West 1860-1930, 2000
- G.J.M. Derks en R.J.A. Crols, Spijkerkwartier en Boulevardkwartier, 2002
- Gabriel P. Weisberg et.al. The Origins of l’Art Nouveau, The Bing Empire, 2004
- Yvonne Brentjes, Piet Zwart 1885-1977, 2008
- Joop Visser et.al. Nederlandse Ondernemers 1850-1950, 2013
- Michiel Kruidenier en Paul Smeets, Joan Melchior van der Meij, architect, 2014
- Kees Rouw, Co Brandes, Bouwmeester van de Nieuwe Haagse School, 2018